# Manuscrito de Santa Clara de Carrión de los Condes

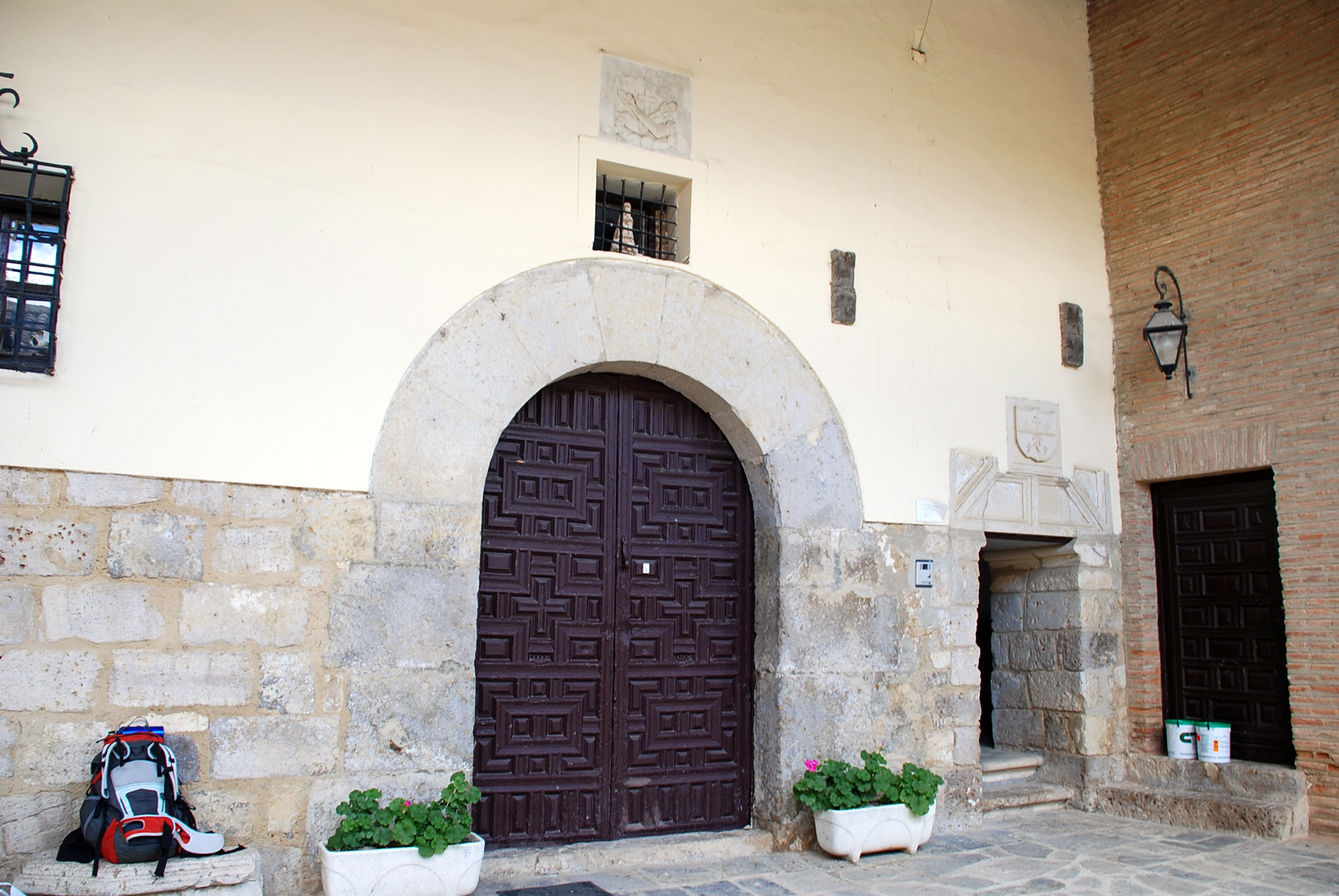
Fachada del convento de Santa Clara en Carrión de los Condes

El manuscrito polifónico de Santa Clara de Carrión de los Condes (s. XVII) es un manuscrito creado ex profeso para la comunidad de monjas clarisas del Monasterio de Santa Clara de Carrión de los Condes con la finalidad de cubrir las necesidades de la polifonía en la liturgia.

## Desarrollo de contenido
Se trata de un manuscrito de polifonía copiado en el año 1633 en la ciudad de Viana (Navarra) por el ministro Martín de Gaámez y encargado por un tal Melchor de Torres y Carrillo que posteriormente lo regaló con una dedicatoria a la monja sor Luisa de la Ascensión, monja que profesó en el monasterio de Santa Clara de Carrión de los Condes. A lo largo de los años fue sometido a algunos añadidos de obra, que además presentan anotaciones relativas a su empleo en la práctica.
Para comprender bien el repertorio que contiene este manuscrito primero debemos conocer mejor a la persona a quien va dirigido, la monja sor Luisa de la Ascensión, una de las religiosas más influyentes del primer tercio del siglo XVII, a quién visitaban reyes y señores para solicitar oraciones para su alma e intenciones. Por otro lado también debemos tener en cuenta que la doctrina que se seguía en el monasterio era el de las monjas clarisas, por lo que el calendario está determinado por el rasgo distintivo de la orden franciscana a la que pertenecen.
El repertorio, el cual contiene «todo lo necesario para el oficio divino de Misa y Vísperas» (además del contenido añadido con posterioridad), resalta más ciertas festividades como es el caso del día de la Inmaculada Concepción, pues las monjas clarisas de Carrión, con sor Luisa, buscaban la consolidación del dogma. Del mismo modo todas las celebraciones marianas tomarán gran importancia en este manuscrito, además están presentes los tres himnos que pertenecen al propio de la orden franciscana durante el período de la Contrarreforma, lo que demuestra la intención del compositor de hacer una polifonía adaptada y específica para la orden franciscana.
Cabe destacar también la importancia que se le da a otro grupo de composiciones relacionadas con la festividad de Semana Santa que alcanza una dimensión específica por la forma en que sor Luisa lo vivía, que provocaba gran expectación e interés tanto dentro como fuera de Carrión.

## Un manuscrito para voces femeninas
Como el manuscrito estaba dirigido a un convento de monjas, debía cumplir una serie de requisitos para que esta música pudiese ser interpretada por un conjunto de mujeres. De este modo encontramos un compendio de obras que se adecúan perfectamente a un grupo de voces femeninas acompañadas por un bajón, o dobladas por un órgano, algo muy típico en este tipo de agrupaciones en el siglo XVII. El repertorio, inicialmente todo anónimo, ha sido en gran parte identificado por la musicóloga Soterraña Aguirre. Según sus investigaciones, fue extraído del que circulaba por aquel entonces entre instituciones religiosas de distinto ámbito, seguramente en este caso concreto tomado del empleado en la Colegiata de Santa María de Viana (Navarra). Su copista, Martón de Galdámez, fue el responsable de recopilarlo y transformarlo. El sistema habitual que emplea es el de transportar a la octava superior todas las partes de tenor, y a veces también los “altos” más graves, para ofrecer composiciones para tres voces agudas, más el bajo que era ejecutado por el bajón y el órgano. Única voz que una mano posterior compaseó, posiblemente para facilitar su ejecución. Las obras en su versión primigenia para voces mixtas fueron creadas por Tomás Luis de Victoria, Juan Navarro Hispalensis, Melchor Robledo, Aguilera de Heredia, Juan de Urrede, Cristóbal de Morales y Francisco Gutiérrez.

## Catálogo de obras
1. Sicut lilium, Anónimo, 1663.
2. Pange Lingua, Anónimo, 1663.
3. Deus in adjutorium Anónimo. Adaptada por Martín Galdámez entre 1583 y 1653.
4. Dixit Dominus. Melchor Robledo, 1586, Adaptada por Matín Galdámez entre 1583 y 1653.
5. Beatus vir. Melchor Robledo, 1586, Adaptada por Matín Galdámez entre 1583 y 1653.
6. Laudate pueri. Melchor Robledo, 1586, Adaptada por Matín Galdámez entre 1583 y 1653.
7. Laudate Dominun. Juan Navarro, 1580, Adaptada por Matín Galdámez entre 1583 y 1653.
8. Laetatus Sum, Anónimo, 1663. Adaptada por Matín Galdámez entre 1583 y 1653.
9. Credidi, Melchor Robledo, 1586, Adaptada por Matín Galdámez entre 1583 y 1653.
10. Nisi Dominus, Melchor Robledo, 1586, Adaptada por Matín Galdámez entre 1583 y 1653.
11. Lauda Jerusalem, Melchor Robledo, 1586, Adaptada por Matín Galdámez entre 1583 y 1653.
12. Beati omnes, Melchor Robledo, 1586, Adaptada por Matín Galdámez entre 1583 y 1653.
13. Pange Lingua, Juan de Urrede, 1510, Adaptada por Matín Galdámez entre 1583 y 1653.
14. Sacris Solemniis, se cree que el compositor pudo ser el propio Martín Galdámez.
15. Verbum Supernum, se cree que el compositor pudo ser el propio Martín Galdámez.
16. Benedicamos Domino, Anónimo, 1663.
17. Pange Lingua, no está claro el compositor aunque es posible que hubiese sido también Martín de Gldámez.
18. O Gloriosa Domina, se cree que el compositor pudo ser el propio Martín Galdámez.
19. Ave Maris Stella, Tomás Luis de Victoria, 1581, Adaptada por Matín Galdámez entre 1583 y 1653.
20. Ave Maris Stella, Anónimo, 1633.
21. Hostis Herodes, anónimo 1663, Adaptada por Matín Galdámez entre 1583 y 1653.
22. Exultet Coelum, anónimo, 1633, Adaptada por Matín Galdámez entre 1583 y 1653.
23. Christe Redempstor, anónimo, 1600, Adaptada por Matín Galdámez entre 1583 y 1653.
24. Concinant Plebs, anónimo, 1663, Adaptada por Matín Galdámez entre 1583 y 1653.
25. Proles de Caelo, anónimo, 1633, Adaptada por Matín Galdámez entre 1583 y 1653.
26. Engratulamur, anónimo, 1633, Adaptada por Matín Galdámez entre 1583 y 1653.
27. Veni Creator spiritus, anónimo, Adaptada por Matín Galdámez entre 1583 y 1653.
28. Ut queant laxis, anónimo, 1633, Adaptada por Matín Galdámez entre 1583 y 1653.
29. Jesu nostra redemption, anónimo, 1633, Adaptada por Matín Galdámez entre 1583 y 1653.
30. Iste confessor, anónimo, 1633, Adaptada por Matín Galdámez entre 1583 y 1653.
31. Jesu dulcis memoria, anónimo, 1633, Adaptada por Matín Galdámez entre 1583 y 1653.
32. Magniticat 8.º tono, anónimo, 1633, Adaptada por Matín Galdámez entre 1583 y 1653.
33. Magnificat 8.º tono, Sebastián Aguilera de Heredia, 1618, Adaptada por Matín Galdámez entre 1583 y 1653.
34. Magnificat 3.º tono, Sebastián Aguilera de Heredia, 1618, Adaptada por Matín Galdámez entre 1583 y 1653.
35. Magnificat 6.º tono, Sebastián Aguilera de Heredia, 1618, Adaptada por Matín Galdámez entre 1583 y 1653.
36. Magnificat 7.º tono, Sebastián Aguilera de Heredia, 1618, Adaptada por Matín Galdámez entre 1583 y 1653.
37. Salve Regina, anónimo, 1633, Adaptada por Matín Galdámez entre 1583 y 1653.
38. Salve Regina, posiblemente compuesta por Martín Gáldamez, 1633.
39. Salve Regina, anónimo, 1633, Adaptada por Matín Galdámez entre 1583 y 1653.
40. Missa Quinto Tono, anónimo, 1633, Adaptada por Matín Galdámez entre 1583 y 1653.
41. Missa de la Concepción, anónimo, 1633, Adaptada por Matín Galdámez entre 1583 y 1653.
42. Missa de requiem, anónimo, 1633, Adaptada por Matín Galdámez entre 1583 y 1653.
43. Regem cui omnia, Cristóbal Morales, 1553, Adaptada por Matín Galdámez entre 1583 y 1653.
44. Venite exsultemus, anónimo, 1633.
45. Taedete animan, anónimo, 1633, Adaptada por Matín Galdámez entre 1583 y 1653.
46. Ne recorderis, Cristóbal de Morales, 1553, Adaptada por Matín Galdámez entre 1583 y 1653.
47. Memento mei, posiblemente el compositor fuese Francisco Gutiérrez, 1633, Adaptada por Matín Galdámez entre 1583 y 1653.
48. Requiscant in pace, anónimo, 1633, Adaptada por Matín Galdámez entre 1583 y 1653.
49. Lamentación II de la Feria, anónimo, 1633, Adaptada por Matín Galdámez entre 1583 y 1653.
50. Lamentación I de la Feria, anónimo, 1633, Adaptada por Matín Galdámez entre 1583 y 1653.
51. Lamentación III de Sábado Santo, anónimo, 1633, Adaptada por Matín Galdámez entre 1583 y 1653.
52. Passio Domini, anónimo, 1633, Adaptada por Matín Galdámez entre 1583 y 1653.
53. Veni Sponsa Christe, anónimo, 1633, Adaptada por Matín Galdámez entre 1583 y 1653.
54. Misere mei, anónimo, 1633, Adaptada por Matín Galdámez entre 1583 y 1653.
55. Nunc dimittis, anónimo, 1633.
56. Te Lucis ante terminum, anónimo, 1633.